# Fiona Smith (badminton)
Pour les articles homonymes, voir Fiona Smith et Smith.
Fiona Smith, née Elliott le 13 novembre 1963 à Farnborough, est une joueuse de badminton anglaise.

## Carrière
Elle remporte aux Championnats d'Europe de badminton 1990 la médaille d'argent en simple dames. 